# Jorden set fra himlen
Jorden set fra himlen (fransk: La Terre vue du ciel) er en fotoserie af fotografen Yann Arthus-Bertrand udsendt som bog og omrejsende udstilling, der også i Danmark har været udstillet adskillige steder. Serien består af en række luftfotografier af jorden.
Fotoserien er af Renaud Delourme forvandlet til en film med samme navn.